# Amt Spreenhagen
La comunità amministrativa di Spreenhagen (Amt Spreenhagen) si trova nel circondario dell'Oder-Sprea nel Brandeburgo, in Germania.

## Società

### Evoluzione demografica
- Sviluppo della popolazione dal 1875 entro gli attuali confini (Linea Blu: Popolazione; Linea puntata: Confronto dello sviluppo della popolazione dello stato del Brandenburgo; Sfondo grigio: Ai tempi del governo nazista; Sfondo rosso: Al tempo del governo comunista)
- Sviluppo recente della popolazione (Linea blu) e previsioni

| Anno | Abitanti |
| ---- | -------- |
| 1875 | 5 898    |
| 1890 | 5 807    |
| 1910 | 6 995    |
| 1925 | 7 168    |
| 1939 | 8 995    |
| 1950 | 8 518    |
| 1964 | 7 365    |

| Anno | Abitanti |
| ---- | -------- |
| 1971 | 7 397    |
| 1981 | 7 063    |
| 1985 | 6 871    |
| 1990 | 6 732    |
| 1995 | 6 922    |
| 2000 | 7 785    |
| 2005 | 8 152    |

| Anno | Abitanti |
| ---- | -------- |
| 2010 | 8 289    |
| 2015 | 8 263    |
| 2016 | 8 288    |
| 2017 | 8 413    |
| 2018 | 8 529    |
| 2019 | 8 713    |
| 2020 | 8 803    |

Fonti dei dati sono nel dettaglio nelle Wikimedia Commons..

## Suddivisione
Comprende 3 comuni:
- Gosen-Neu Zittau
- Rauen
- Spreenhagen

Capoluogo e centro maggiore è Spreenhagen.